# Veratrum schindleri
Veratrum schindleri är en nysrotsväxtart som beskrevs av Otto Loesener. Veratrum schindleri ingår i släktet nysrötter, och familjen nysrotsväxter. Inga underarter finns listade.